# Villa Comaltitlán
Villa Comaltitlán é um município do estado de Chiapas, no México.